# Vartofta-Åsaka socken
Vartofta-Åsaka socken i Västergötland ingick i Vartofta härad, före 1890 även en del i Redvägs härad, ingår sedan 1974 i Falköpings kommun och motsvarar från 2016 Vartofta-Åsaka distrikt.
Socknens areal är 24,68 kvadratkilometer varav 24,31 land. År 2000 fanns här 112 invånare.  Kyrkbyn Åsaka med sockenkyrkan Vartofta-Åsaka kyrka ligger i socknen.

## Administrativ historik
Socknen har medeltida ursprung. Före den 1 januari 1886 (ändring enligt beslut den 17 april 1885) var namnet Åsaka socken. Socknen hörde till 1890 huvudsakligen till Vartofta härad i Skaraborgs län med en mindre del, Öja, till Redvägs härad i Älvsborgs län som 1890 överfördes till samma härad och län.
Vid kommunreformen 1862 övergick socknens ansvar för de kyrkliga frågorna till Åsaka församling och för de borgerliga frågorna bildades Åsaka landskommun. Landskommunen uppgick 1952 i Vartofta landskommun som 1974 uppgick i Falköpings kommun. Församlingen uppgick 2002 i Yllestads församling.
1 januari 2016 inrättades distriktet Vartofta-Åsaka, med samma omfattning som församlingen hade 1999/2000.  
Socknen har tillhört län, fögderier, tingslag och domsagor enligt vad som beskrivs i artikeln Vartofta härad. De indelta soldaterna tillhörde Skaraborgs regemente, Vartofta kompani och Västgöta regemente, Vartofta kompani .

## Geografi
Vartofta-Åsaka socken ligger sydost om Falköping. Socknen är en odlingsbygd på Falbygden och skogsbygd i söder och med höjder som i moränkullen Varkullen når 271 meter över havet.

### Byar i Vartofta härad
Till 1 januari 1890 var kyrksocknen delad mellan Vartofta-Åsaka och Smula jordebokssocknar. Uppställningen nedan är enligt den äldre indelningen.
- Åsaka[9]

### Gårdar i Vartofta härad
- Björstorp
- Jämnaberget
- Korrarp
- Kyrkenäs
- Kyrkeslätt, frälsesäteri vid Ätran.[10]
- Landsvägen
- Ledsbacken
- Lockefalan
- Möleberget
- Stenhusgården, löjtnantsboställe vid Skaraborgs regemente och Vartofta kompani.[11][12]
- Stensholmen
- Torp, säteri.[11]
- Vartofta, säteri.[11]
- Tången
- Älåsen
- Öjevalla, säteri.[11]

### Byar i Redvägs härad
- Öja i Smula jordebokssocken av Redvägs härad.

### Gårdar i Vartofta härad
- Stockslunda, i Smula jordebokssocken och Redvägs härad

## Fornlämningar
Tre gånggrifter och fyra hällkistor från stenåldern är funna. Från brons- och järnåldern finns skålgropsförekomster, gravhögar och stensättning. En runsten finns här, hitflyttad från Vårkumla socken.

## Namnet
Namnet skrevs 1397 Asaka och kommer från kyrkbyn. Namnet har haft flera tolkningar, den nu förespråkade är att det innehåller as, 'asagud' och ek(e), 'ekdunge'.